# Centennial Olympic Stadium
L'Estadi Olímpic d'Atlanta o Centennial Olympic Stadium (en català: "Estadi Olímpic del Centenari") fou un estadi olímpic situat a la ciutat d'Atlanta (Geòrgia, Estats Units d'Amèrica) que fou l'epicentre dels actes dels Jocs Olímpics d'Estiu de 1996 realitzats a Atlanta.

## Construcció
La construcció de l'estadi va iniciar-se l'any 1993, tres anys després de ser concedida a la ciutat d'Atlanta l'organització dels Jocs Olímpics de 1996, mitjançant la donació d'importants sumes de diners per part de mans privades. L'estadi fou ignaugurat el 19 de juliol de 1996 per la realització de la Cerimònia d'obertura dels Jocs Olímpics, sent utilitzat a més per a les proves d'atletisme i la Cerimònia de clausura. Posteriorment l'estadi també fou utilitzat durant la realització dels Jocs Paralímpics d'estiu de 1996 celebrats a la mateixa ciutat.
Durant la setmana de durada del programa d'atletisme en els Jocs Olímpics, l'estadi veié com el canadenc Donovan Bailey va guanyar els 100 m establint un nou rècord del món (9,84 s). Michael Johnson aconseguí guanyar la medalla d'or en els 200 i 400 m, un fet que també aconseguí la francesa Marie-José Perec. Així mateix Carl Lewis va guanyar el seu quart títol olímpic en la prova de salt de llargada, esdevenint el segon atleta, després del llançador de disc nord-americà Al Oerter, en aconseguir guanyar el mateix esdeveniment en quatre Jocs consecutius.

## Demolició
Després de la cerimònia de cloenda dels Jocs Paralímpics d'estiu de 1996 l'estadi va ser oficialment cedit a l'equip de beisbol Atlanta Braves, propietat de Ted Turner. Turner, que havia accedit a pagar aproximadament 170 milions de dòlars dels 207 milions que costà l'estadi, decidí reconvertir l'estadi atlètic en un estadi de beisbol per al seu equip. En aquell moments es considerà que la ciutat d'Atlanta no podia mantenir un estadi amb una capacitat tan gran, ja que quatre anys abans s'havia ignaugurat el Georgia Dome amb una capacitat per a 71.000 espectadors.
El gol sud-oest de l'estadi va ser reconstruït i configurat per a donar cabuda al beisbol i, per tant, es millorà també la visió dels seients. La pista d'atletisme fou eliminada i es va enderrocar el gol nord de l'estadi, deixant la seva capacitat actual en 49.000 seients, passant a denominar-se Turner Field.